# Bernardo Navagero
Bernardo Navagero (Venise, 1507 – Vérone, 18 avril 1566) est un diplomate et cardinal vénitien du XVIe siècle.

## Repères biographiques
Originaire de l'une des plus anciennes familles du patriciat vénitien, fils de Gianluigi Navagero et de Lucrezia Agostini, il épousa Istriana Lando, petite fille du doge Pietro Lando, dont il resta veuf.
Bernardo Navagero a été notamment ambassadeur ordinaire de la république de Venise auprès de Charles Quint à Bruxelles (1543–46), auprès de Soliman le Magnifique à Constantinople (1550–52), auprès de Paul IV à Rome (1555-58), et ambassadeur extraordinaire auprès de l'empereur Ferdinand I (1558) et auprès de François II, roi de France (1559). Il a été membre du Conseil des Dix (en 1552).
Créé cardinal par le pape Pie IV le 26 février 1561 (le même jour que Marco Antonio Da Mula, son successeur en tant qu'ambassadeur vénitien à Rome), et évêque de Vérone en 1562, il a présidé le concile de Trente en 1563 en tant que légat a latere avec le cardinal Giovanni Morone.
Il est mort à Vérone le 13 avril 1565. Agostino Valier a donné la Vie du cardinal Navagero dans son livre De cautione adhibenda in edendis libris, Padoue, 1719, in-4° (p. 61-98).